# Hit-Girl (comics)
Hit-Girl est le nom d'un comics qui a pour personnage principal Hit-Girl (alias. Mindy Macready). Ce comics se situe chronologiquement entre les comics Kick-Ass et Kick-Ass 2. Il est publié en France par Panini (Marvel Comics aux États-Unis). Ce comics est écrit par Mark Millar et illustré par John Romita Jr..

## Synopsis
Kick-Ass veut à tout prix devenir un super-héros digne de ce nom. La seule à pouvoir le former est Mindy Macready, de son nom de super-héros Hit-Girl. Mais tout en l’entraînant comme son père lui a appris, elle doit apprendre à essayer de devenir une fillette de 12 ans normale.

## Adaptation
La vie d'écolière de Mindy McCready a été adapté dans le film Kick-Ass 2. La différence par rapport au livre est que dans le film, Mindy est au collège (Fondamentalement, les Universités et les « Collèges » en Amérique du Nord sont la même chose) Le film Kick-Ass 2 adapte donc le comics Hit-Girl et le comics Kick-Ass 2.

## Personnages
- Mindy Macready/Hit-Girl
- Dave Lizewski/Kick-Ass
- Chris D'Amico/Le Motherfucker (anciennement Red Mist)
- Marcus Williams
- Vic Gigante
- Ralph D'Amico

## Référence
1. ↑  http://www.mdcu-comics.fr/comics/mag-vf-5916-100-fusion-comics-hit-girl-1.html
2. ↑  « Hit-Girl (1re série - 2013) - BD, informations, cotes », sur bedetheque.com (consulté le 12 août 2020).